# Exorista mella
Exorista mella är en tvåvingeart som först beskrevs av Walker 1849.  Exorista mella ingår i släktet Exorista och familjen parasitflugor. Inga underarter finns listade i Catalogue of Life.